# Smithereens
För ordet "smithereens", se smithereens på Wiktionary.
Smithereens är Elin Sigvardssons andra album. Det släpptes den 2 februari 2005. Hon har producerat det själv. Inspelningen ägde rum i danska PUK-studios.[källa behövs]
Singeln Song for Anna (2004), som handlar om Elin Sigvardssons syster, gick in på Trackslistan och stannade där flera veckor. Övriga singlar från albumet var Stupid Sunday Song (2004) och Yellow Me (2005). Ingen av dessa nådde någon listplacering.

## Låtlista
1. "Song for Anna" - 4:48
2. "Contradictory Cut" - 3:41
3. "If Love Can Kill I'll Die for You" - 5:43
4. "Yellow Me" - 3:42
5. "Boredom" - 3:56
6. "Stupid Sunday Song" - 3:18
7. "Gone, Gone, Gone" - 4:12
8. "Showcase" - 3:48
9. "Windows & Doors" - 4:09
10. "Own" - 3:41
11. "Claudia" - 2:48
12. "Porcelain" - 9:48

## Listplaceringar
| Lista (2005) | Topplacering |
| ------------ | ------------ |
| Sverige      | 1            |